# Сабатье, Антуан
Антуа́н Сабатье́ (фр. Antoine Sabatier de Castres; 13 апреля 1742, Кастр — 15 июня 1817, Париж) — французский прозаик.
В 1766 году издал сборник стихотворений «Quarts d’heure d’un joyeux solitaire», от которого впоследствии отрёкся. Примкнув к противникам энциклопедистов, напечатал памфлет «Le Tableau philosophique de l’esprit de M. de Voltaire». Пристроившись при Версальском дворе, Сабатье выступал в защиту религии и в то же время переводил, под псевдонимом, Боккаччо. Эмигрировал вслед за взятием Бастилии и написал брошюру «Tocsin des politiques» (1791).
Главные его труды: «Les trois siècles de la littérature française ou Tableau de l’esprit do nos écrivains depuis François 1 — er jusqu’en 1772» (Париж, 1772), «Dictionnaire de littérature» (1777), «Les Siècles païens» (1784), «Le véritable esprit de J. J. Rousseau» (1804).